# Dhátu-katha
A Dhátu-katha (Értekezés az elemekről) théraváda irányzat által képviselt páli kánon egyik buddhista szövege, amely az Abhidhamma-pitaka részét képezi. Teljes, magyar nyelvű fordítása nem létezik. Az 1969-ben megjelent The Book of Analysis című mű tartalmazta a Vibhanga angol fordítását.
Ebben a könyvben az előző két abhidhamma könyv ötvöződik, a Dhamma-szanganí és a Vibhanga. Kérdés és felelet formában íródott és 14 fejezetre van tagolva. Az első fejezetben hangzanak el az alapkérdések: "Mennyi aggregátum, alap és elem tartozik bele?" Az ezután következő fejezetekben összetettebb kérdések szerepelnek.

## Eredete
A hagyomány szerint az Abhidhammát a történelmi Buddha a megvilágosodása után pár évvel tanította a magasabb szintű tanítványainak. Később  megosztotta a tudását egyik legfőbb követőjével is, Száriputtával. A többi tanítványnak Száriputta adta tovább a tanítást. Ez a hagyomány egyértelműen kiderül a Vinaja-pitaka legutolsó könyvéből, a Parivárából (Függelék).
Azonban egyes tudósok az Abhidhamma megírását az i.e. 3. század környékére helyezik, azaz a Buddha halála után 100-200 évvel. Emiatt ők azon a véleményen vannak, hogy a mű nem a Buddha szavait, sokkal inkább a tanítványai szavait adják vissza.  A bristoli egyetem egyik professzora, Dr Rupert Gethin, szerint azonban az Abhidhamma módszerének fontos elemei valóban a Buddha idejéből valók.
Mivel ez a könyv volt a páli kánon legutolsó fő része, ezért a keletkezésének a története meglehetősen szövevényes. A Mahászangika valamint több másik iskola sem fogadta el a kánon részeként. Voltak iskolák, amelyek viszont az Abhidhamma-pitakába helyezték a Szutta-pitaka 5. gyűjteményét, a Khuddaka-nikáját. Az Abhidhamma páli verziója szigorúan a hínajána iskola részét képezi, amely különbözik más buddhista iskolákétól. A korai iskolák nem jutottak egyezségre a különböző Abhidhamma filozófiákat illetően. A korai buddhizmussal ellentétben az Abhidhamma megjelenésekor már egymástól eltérő irányzatok léteztek. A páli kánon legkorábbi szövegei nem említik az Abhidhammát. Az Első buddhista zsinat sem tesz említést az Abhidhammáról, viszont a másik két pitakáról (Vinaja és Szutta) igen.